# Dziriette
Les dziriettes (en arabe, دزيريات) qui veut dire littéralement « algéroises » est une pâtisserie algérienne qui, comme son nom l'indique, est originaire d'Alger.
Les dziriettes sont faites à base de pâte de farine peu sucrée, englobant une farce d'amandes parfumée au zeste de citron, trempées dans une préparation de miel et d'eau de fleur d'oranger. Pâtisserie très esthétique, les dziriettes sont en forme de rosettes, agrémentées de décorations multiples (fleurs, feuilles, perles…). Ces gâteaux sont très répandus durant les fêtes de mariage ou fiançailles.